# Гранд-тур (велоспорт)
У шосейному велоспорті під Гранд-туром розуміють одну з трьох великих європейських професійних поетапних гонок: Тур де Франс, Джиро д'Італія та Вуельту Іспанії. Разом вони називаються гранд-турами, і всі три гонки схожі за форматом, адже вони є багатотижневими з щоденними етапами. Вони мають особливий статус у регламентаціях UCI: на гранд-турах розподіляється більша кількість очок Світового туру UCI, ніж на інших гонках, і вони є єдиними поетапними гонками, яким дозволено тривати більше 14 днів.
Тур де Франс — найстарший та найпрестижніший серед трьох з точки зори накопичення очок для гонщиків, а також є найвідомішою у світі велогонкою, тоді як Джиро д'Італія зазвичай вважається другою за значенням. Тур, Джиро та Чемпіонат світу з шосейних велогонок складають Потрійну корону велоспорту.

## Опис
У своїй поточній формі гранд-тури проводяться протягом трьох послідовних тижнів та зазвичай включають два «дні відпочинку» наприкінці першого та другого тижнів. Етапи є сумішшю довгих гонок із масовим стартом (що іноді включають підйоми та спуски з гір та пагорбів; інші є пласкими етапами, що надають перевагу тим, хто володіє спринтерським фінішем), а також індивідуальні та командні гонки з роздільним стартом та не змагальні виставкові дні та дні відпочинку. На відміну від більшості одноденних гонок, етапи на гранд-турах зазвичай менше 200 кілометрів завдовжки.
Полеміка часто оточує питання щодо того, які команди будуть запрошені на захід. Зазвичай UCI (Міжнародний союз велосипедистів) надає перевагу на участь високорейтинговим професійним командам, тоді як організатори гранд-турів часто бажають, що участь взяли команди, що базуються в їх країнах, або такі, що навряд викличуть полеміку. З 2005 по 2007 рік організатори приймали усі команди UCI ProTour, залишаючи лише дві вайлд-кард команди на гранд-тур. Однак Unibet, команді ProTour, якій за нормальних умов була гарантована участь, була заборонена участь в усіх трьох гранд-турах через закони про рекламу азартних ігор. У 2008 році, після численних допінгових скандалів, деякі команди відмовилися від участі в гранд-турах: Astana не змагалася на Тур де Франс 2008, а Team Columbia не змагалася на Вуельті Іспанії 2008. З 2011 року за правилами Світового туру UCI, всім командам ProTour гарантовано місце в усіх трьох заходах, та вони є зобов'язаними брати участь.
Нагороди включають індивідуальну генеральну класифікацію, командну класифікацію, гірську класифікацію, очкову класифікацію, а також часто молодіжну класифікацію в додаток до інших менш відомих класифікацій. Найконкурентнішими є індивідуальна генеральна класифікація (генеральна класифікація Тур де Франс, генеральна класифікація Джиро д'Італія та генеральна класифікація Вуельти Іспанії); класифікація гірського короля (гірська класифікація Тур де Франс, гірська класифікація Джиро д'Італія та гірська класифікація Вуельти Іспанії); та очкова класифікація (очкова класифікація Тур де Франс, очкова класифікація Джиро д'Італія та очкова класифікація Вуельти Іспанії). Тільки три гонщики виграли усі три в одній гонці: Едді Меркс на Джиро д'Італія 1968 та Тур де Франс 1969, Тоні Ромінгер на Вуельті Іспанії 1993 та Лоран Жалабер на Вуельті Іспанії 1995.
Дуже рідко велогонщики їдуть усі три гранд-тури в один рік; у 2004 році 474 велогонщики стартували в як мінімум одному з гранд-турів, 68 з них проїхали два гранд-тури, і тільки два велогонщика стартували на усіх трьох гранд-турах. Не є незвичним для спринтерів та їх розвізників, які не збираються закінчувати кожну гонку, стартувати на кожному гранд-турі та націлюватися на перемоги на етапах до того, як пройдуть найскладніші етапи. Алессандро Петаккі та Марк Кавендіш стартували на всіх трьох гранд-турах у 2010 та 2011 роках відповідно, так само, як і їх улюблені гонщики-помічники. Обидва гонщики в обидва роки доїхали до кінця тільки Тур де Франс.
Протягом років 32 гонщики проїхали усі три гранд-тури в один рік. Серед них лише Адам Хансен зробив це п'ять разів. Маріно Лехаррета зробив це чотири рази, Бернардо Руїс — тричі, Едуардо Чозас та Карлос Састре — по двічі кожний, і більше 27 гонщиків робили це досягнення по одному разу.
Єдиними гонщиками, які фінішували в першій десятці кожного з трьох турів протягом одного року, є Рафаель Жеміньяні у 1955 році та Гастоне Ненчіні у 1957 році.

## Правила UCI
У рамках Світового туру UCI гранд-тури дають більше очок, ніж інші гонки; переможець Тур де Франс отримує 200 очок, а переможці Джиро та Вуельти отримують по 170 очок, тоді як інші гонки дають по 100 очок максимум. Гранд-тури мають особливий статус в питаннях тривалості: їм дозволено тривати від 15 до 23 днів.

## Деталі останніх версій
Джиро д'Італія (2017)
- Дати: 5–28 травня 2017
- Переможець у генеральній класифікації:
 Том Дюмулен (NED)

Тур де Франс (2017)
- Дати: 1-23 липня 2017
- Переможець у генеральній класифікації:
 Кріс Фрум (GBR)

Вуельта Іспанії (2017)
- Дати: 19 серпня-10 вересня 2017
- Переможець у генеральній класифікації:
 Кріс Фрум (GBR)

## Переможці гранд-турів
| Рік  | Джиро д'Італія                                                                | Тур де Франс                            | Вуельта Іспанії                 |
| ---- | ----------------------------------------------------------------------------- | --------------------------------------- | ------------------------------- |
| 1903 | почався у 1909 році                                                           | Моріс Гарін                             | почався у 1935 році             |
| 1904 | почався у 1909 році                                                           | Анрі Корне                              | почався у 1935 році             |
| 1905 | почався у 1909 році                                                           | Луї Труссельє                           | почався у 1935 році             |
| 1906 | почався у 1909 році                                                           | Рене Поттьє                             | почався у 1935 році             |
| 1907 | почався у 1909 році                                                           | Люсьєн Петі-Бретон (1/2)                | почався у 1935 році             |
| 1908 | почався у 1909 році                                                           | Люсьєн Петі-Бретон (2/2)                | почався у 1935 році             |
| 1909 | Луїджі Ганна (ITA)                                                            | Франсуа Фабер ( LUX)                    | почався у 1935 році             |
| 1910 | Карло Галетті (ITA) (1/3)                                                     | Октав Лапіз ( FRA)                      | почався у 1935 році             |
| 1911 | Карло Галетті (ITA) (2/3)                                                     | Гюстав Гаррігу ( FRA)                   | почався у 1935 році             |
| 1912 | Team Atala (ITA) (Карло Галетті (3/3), Джованні Мікелетто та Еберардо Павезі) | Оділь Дефрей ( BEL)                     | почався у 1935 році             |
| 1913 | Карло Оріані (ITA)                                                            | Філіпп Тіс ( BEL) (1/3)                 | почався у 1935 році             |
| 1914 | Альфонсо Кальцоларі (ITA)                                                     | Філіпп Тіс ( BEL) (2/3)                 | почався у 1935 році             |
| 1915 | Змагання не проводились                                                       | Змагання не проводились                 | почався у 1935 році             |
| 1916 | Змагання не проводились                                                       | Змагання не проводились                 | почався у 1935 році             |
| 1917 | Змагання не проводились                                                       | Змагання не проводились                 | почався у 1935 році             |
| 1918 | Змагання не проводились                                                       | Змагання не проводились                 | почався у 1935 році             |
| 1919 | Костанте Джирарденго (ITA) (1/2)                                              | Фірмен Ламбо ( BEL) (1/2)               | почався у 1935 році             |
| 1920 | Гаетано Беллоні (ITA)                                                         | Філіпп Тіс ( BEL) (3/3)                 | почався у 1935 році             |
| 1921 | Джованні Брунеро (ITA) (1/3)                                                  | Леон Сьйор ( BEL)                       | почався у 1935 році             |
| 1922 | Джованні Брунеро (ITA) (2/3)                                                  | Фірмен Ламбо ( BEL) (2/2)               | почався у 1935 році             |
| 1923 | Костанте Джирарденго (ITA) (2/2)                                              | Анрі Пеліссьє ( FRA)                    | почався у 1935 році             |
| 1924 | Джузеппе Енрічі (ITA)                                                         | Оттавіо Ботеккья (ITA) (1/2)            | почався у 1935 році             |
| 1925 | Альфредо Бінда (ITA) (1/5)                                                    | Оттавіо Боттекья (ITA) (2/2)            | почався у 1935 році             |
| 1926 | Джованні Брунеро (ITA) (3/3)                                                  | Люсьєн Бюйсс ( BEL)                     | почався у 1935 році             |
| 1927 | Альфредо Бінда (ITA) (2/5)                                                    | Ніколя Франц ( LUX) (1/2)               | почався у 1935 році             |
| 1928 | Альфредо Бінда (ITA) (3/5)                                                    | Ніколя Франц ( LUX) (2/2)               | почався у 1935 році             |
| 1929 | Альфредо Бінда (ITA) (4/5)                                                    | Моріс Де Веле ( BEL)                    | почався у 1935 році             |
| 1930 | Луїджі Маркізіо (ITA)                                                         | Андре Ледюк ( FRA) (1/2)                | почався у 1935 році             |
| 1931 | Франческо Камуссо (ITA)                                                       | Антонен Мань ( FRA) (1/2)               | почався у 1935 році             |
| 1932 | Антоніо Пезенті (ITA)                                                         | Андре Ледюк ( FRA) (2/2)                | почався у 1935 році             |
| 1933 | Альфредо Бінда (ITA) (5/5)                                                    | Жорж Спеше ( FRA)                       | почався у 1935 році             |
| 1934 | Леарко Гуерра (ITA)                                                           | Антонен Мань ( FRA) (2/2)               | почався у 1935 році             |
| 1935 | Васко Бергамаскі (ITA)                                                        | Ромен Мас ( BEL)                        | Густаф Делор (BEL) (1/2)        |
| 1936 | Джино Барталі (ITA) (1/5)                                                     | Сільвер Мас ( BEL) (1/2)                | Густаф Делор (BEL) (2/2)        |
| 1937 | Джино Барталі (ITA) (2/5)                                                     | Роже Лапебі ( FRA)                      | Змагання не проводились         |
| 1938 | Джованні Валетті (ITA) (1/2)                                                  | Джино Барталі (ITA) (3/5)               | Змагання не проводились         |
| 1939 | Джованні Валетті (ITA) (2/2)                                                  | Сільвер Мас ( BEL) (2/2)                | Змагання не проводились         |
| 1940 | Фаусто Коппі (ITA) (1/7)                                                      | Змагання не проводились                 | Змагання не проводились         |
| 1941 | Змагання не проводились                                                       | Змагання не проводились                 | Хуліан Беррендеро (ESP) (1/2)   |
| 1942 | Змагання не проводились                                                       | Змагання не проводились                 | Хуліан Беррендеро (ESP) (2/2)   |
| 1943 | Змагання не проводились                                                       | Змагання не проводились                 | Змагання не проводились         |
| 1944 | Змагання не проводились                                                       | Змагання не проводились                 | Змагання не проводились         |
| 1945 | Змагання не проводились                                                       | Змагання не проводились                 | Деліо Родрігес (ESP)            |
| 1946 | Джино Барталі (ITA) (4/5)                                                     | Змагання не проводились                 | Далмасіо Лангаріка (ESP)        |
| 1947 | Фаусто Коппі (ITA) (2/7)                                                      | Жан Робік ( FRA)                        | Едвард ван Дійк ( BEL)          |
| 1948 | Фьоренцо Маньї (ITA) (1/3)                                                    | Джино Барталі ( ITA) (5/5)              | Бернардо Руїс (ESP)             |
| 1949 | Фаусто Коппі (ITA) (3/7)                                                      | Фаусто Коппі ( ITA) (4/7)               | Змагання не проводились         |
| 1950 | Хуго Коблет (SUI) (1/2)                                                       | Фердінанд Кюблер ( SUI)                 | Еміліо Родрігес (ESP)           |
| 1951 | Фьоренцо Маньї (ITA) (2/3)                                                    | Хуго Коблет ( SUI) (2/2)                | Змагання не проводились         |
| 1952 | Фаусто Коппі (ITA) (5/7)                                                      | Фаусто Коппі ( ITA) (6/7)               | Змагання не проводились         |
| 1953 | Фаусто Коппі (ITA) (7/7)                                                      | Луїсон Бобе ( FRA) (1/3)                | Змагання не проводились         |
| 1954 | Карло Клерічі (SUI)                                                           | Луїсон Бобе ( FRA) (2/3)                | Змагання не проводились         |
| 1955 | Фьоренцо Маньї (ITA) (3/3)                                                    | Луїсон Бобе] ( FRA) (3/3)               | Жан Дотто ( FRA)                |
| 1956 | Шарлі Голь (LUX) (1/3)                                                        | Роже Валковяк ( FRA)                    | Анджело Контерно ( ITA)         |
| 1957 | Гастоне Ненчіні (ITA) (1/2)                                                   | Жак Анкетіль ( FRA) (1/8)               | Хесус Лороньо (ESP)             |
| 1958 | Ерколе Бальдіні (ITA)                                                         | Шарлі Голь ( LUX) (2/3)                 | Жан Стаблінскі ( FRA)           |
| 1959 | Шарлі Голь] (LUX) (3/3)                                                       | Федеріко Баамонтес (ESP)                | Антоніо Суарес (ESP)            |
| 1960 | Жак Анкетіль (FRA) (2/8)                                                      | Гастоне Ненчіні ( ITA) (2/2)            | Франс Де Мулдер ( BEL)          |
| 1961 | Арнальдо Памбьянко (ITA)                                                      | Жак Анкетіль ( FRA) (3/8)               | Анхеліно Солер (ESP)            |
| 1962 | Франко Бальмамьйон (ITA) (1/2)                                                | Жак Анкетіль ( FRA) (4/8)               | Руді Альтіг ( GER)              |
| 1963 | Франко Бальмамьйон (ITA) (2/2)                                                | Жак Анкетіль ( FRA) (6/8)               | Жак Анкетіль ( FRA) (5/8)       |
| 1964 | Жак Анкетіль (FRA) (7/8)                                                      | Жак Анкетіль ( FRA) (8/8)               | Раймон Пулідор ( FRA)           |
| 1965 | Вітторіо Адорні (ITA)                                                         | Феліче Джимонді ( ITA) (1/5)            | Рольф Вольфсхоль ( GER)         |
| 1966 | Джанні Мотта (ITA)                                                            | Люсьєн Емар ( FRA)                      | Франсіско Габіка (ESP)          |
| 1967 | Феліче Джимонді (ITA) (2/5)                                                   | Роже Пінжон ( FRA) (1/2)                | Ян Янссен ( NED) (1/2)          |
| 1968 | Едді Меркс (BEL) (1/11)                                                       | Ян Янссен ( NED) (2/2)                  | Феліче Джимонді ( ITA) (3/5)    |
| 1969 | Феліче Джимонді (ITA) (4/5)                                                   | Едді Меркс ( BEL) (2/11)                | Роже Пінжон ( FRA) (2/2)        |
| 1970 | Едді Меркс (BEL) (3/11)                                                       | Едді Меркс ( BEL) (4/11)                | Луїс Оканья (ESP) (1/2)         |
| 1971 | Гьоста Петтерссон (SWE)                                                       | Едді Меркс ( BEL) (5/11)                | Фердінанд Браке ( BEL)          |
| 1972 | Едді Меркс (BEL) (6/11)                                                       | Едді Меркс ( BEL) (7/11)                | Хосе Мануель Фуенте (ESP) (1/2) |
| 1973 | Едді Меркс (BEL) (9/11)                                                       | Луїс Оканья (ESP) (2/2)                 | Едді Меркс ( BEL) (8/11)        |
| 1974 | Едді Меркс (BEL) (10/11)                                                      | Едді Меркс ( BEL) (11/11)               | Хосе Мануель Фуенте (ESP) (2/2) |
| 1975 | Фаусто Бертольйо (ITA)                                                        | Бернар Тевене ( FRA) (1/2)              | Агустін Тамамес (ESP)           |
| 1976 | Феліче Джимонді (ITA) (5/5)                                                   | Люсьєн Ван Імпе ( BEL)                  | Хосе Песарродона (ESP)          |
| 1977 | Мішель Поллентір (BEL)                                                        | Бернар Тевене ( FRA) (2/2)              | Фредді Мартенс ( BEL)           |
| 1978 | Йохан Де Майнк (BEL)                                                          | Бернар Іно ( FRA) (2/10)                | Бернар Іно ( FRA) (1/10)        |
| 1979 | Джузеппе Саронні (ITA) (1/2)                                                  | Бернар Іно ( FRA) (3/10)                | Йоп Зутемелк ( NED) (1/2)       |
| 1980 | Бернар Іно (FRA) (4/10)                                                       | Йоп Зутемелк ( NED) (2/2)               | Фаустіно Руперес ( ESP)         |
| 1981 | Джованні Баттальїн (ITA) (2/2)                                                | Бернар Іно ( FRA) (5/10)                | Джованні Баттальїн ( ITA) (1/2) |
| 1982 | Бернар Іно (FRA) (6/10)                                                       | Бернар Іно ( FRA) (7/10)                | Маріно Лехаррета ( ESP)         |
| 1983 | Джузеппе Саронні (ITA) (2/2)                                                  | Лоран Фіньйон ( FRA) (1/3)              | Бернар Іно ( FRA) (8/10)        |
| 1984 | Франческо Мозер (ITA)                                                         | Лоран Фіньойн ( FRA) (2/3)              | Ерік Каріту ( FRA)              |
| 1985 | Бернар Іно (FRA) (9/10)                                                       | Бернар Іно ( FRA) (10/10)               | Педро Дельгадо ( ESP) (1/3)     |
| 1986 | Роберто Вісентіні (ITA)                                                       | Грег Лемонд ( USA) (1/3)                | Альваро Піно ( ESP)             |
| 1987 | Стівен Роуч (IRL) (1/2)                                                       | Стівен Роуч ( IRL) (2/2)                | Луїс Еррера ( COL)              |
| 1988 | Ендрю Хемпстен (USA)                                                          | Педро Дельгадо ( ESP) (2/3)             | Шон Келлі ( IRL)                |
| 1989 | Лоран Фіньйон (FRA) (3/3)                                                     | Грег Лемонд ( USA) (2/3)                | Педро Дельгадо ( ESP) (3/3)     |
| 1990 | Джанні Буньйо (ITA)                                                           | Грег Лемонд ( USA) (3/3)                | Марко Джованнетті (ITA)         |
| 1991 | Франко Кьйоччолі (ITA)                                                        | Мігель Індурайн ( ESP) (1/7)            | Мельсіор Маурі (ESP)            |
| 1992 | Мігель Індурайн (ESP) (2/7)                                                   | Мігель Індурайн ( ESP) (3/7)            | Тоні Ромінгер (SUI) (1/4)       |
| 1993 | Мігель Індурайн (ESP) (4/7)                                                   | Мігель Індурайн ( ESP) (5/7)            | Тоні Ромінгер (SUI) (2/4)       |
| 1994 | Євген Берзін (RUS)                                                            | Мігель Індурайн (ESP) (6/7)             | Тоні Ромінгер (SUI) (3/4)       |
| 1995 | Тоні Ромінгер (SUI) (4/4)                                                     | Мігель Індурайн (ESP) (7/7)             | Лоран Жалабер (FRA)             |
| 1996 | Павло Тонков (RUS)                                                            | Бьярне Рійс (DEN)                       | Алекс Цулле (SUI) (1/2)         |
| 1997 | Іван Готті (ITA) (1/2)                                                        | Ян Ульріх (GER) (1/2)                   | Алекс Цулле (SUI) (2/2)         |
| 1998 | Марко Пантані (ITA) (1/2)                                                     | Марко Пантані (ITA) (2/2)               | Абрахам Олано (ESP)             |
| 1999 | Іван Готті (ITA) (2/2)                                                        | Ленс Армстронг (USA) (1/7)[A]           | Ян Ульріх (GER) (2/2)           |
| 2000 | Стефано Гарцеллі (ITA)                                                        | Ленс Армстронг (USA) (2/7)[A]           | Роберто Ерас (ESP) (1/4)        |
| 2001 | Джильберто Сімоні (ITA) (1/2)                                                 | Ленс Армстронг (USA) (3/7)[A]           | Анхель Касеро (ESP)             |
| 2002 | Паоло Савольделлі (ITA) (1/2)                                                 | Ленс Армстронг (USA) (4/7)[A]           | Айтор Гонсалес (ESP)            |
| 2003 | Джильберто Сімоні (ITA) (2/2)                                                 | Ленс Армстронг (USA) (5/7)[A]           | Роберто Ерас (ESP) (2/4)        |
| 2004 | Даміано Кунего (ITA)                                                          | Ленс Армстронг (USA) (6/7)[A]           | Роберто Ерас (ESP) (3/4)        |
| 2005 | Паоло Савольделлі ( ITA) (2/2)                                                | Ленс Армстронг (USA) (7/7)[A]           | Роберто Ерас (ESP) (4/4)        |
| 2006 | Іван Бассо (ITA) (1/2)                                                        | Флойд Лендіс (USA) Оскар Перейро (ESP)  | Олександр Винокуров (KAZ)       |
| 2007 | Даніло Ді Лука (ITA)                                                          | Альберто Контадор (ESP) (1/7)           | Денис Меньшов (RUS) (1/2)       |
| 2008 | Альберто Контадор (ESP) (2/7)                                                 | Карлос Састре (ESP)                     | Альберто Контадор (ESP) (3/7)   |
| 2009 | Денис Меньшов (RUS) (2/2)                                                     | Альберто Контадор (ESP) (4/7)           | Алехандро Вальверде (ESP)       |
| 2010 | Іван Бассо (ITA) (2/2)                                                        | Альберто Контадор (ESP) Анді Шлек (LUX) | Вінченцо Нібалі (ITA) (1/4)     |
| 2011 | Альберто Контадор (ESP) Мікеле Скарпоні (ITA)                                 | Кедел Еванс (AUS)                       | Хуан Хосе Кобо (ESP)            |
| 2012 | Райдер Хешедаль (CAN)                                                         | Бредлі Віґґінз (GBR)                    | Альберто Контадор (ESP) (5/7)   |
| 2013 | Вінченцо Нібалі (ITA) (2/4)                                                   | Кріс Фрум (GBR) (1/5)                   | Кріс Хорнер (USA)               |
| 2014 | Наіро Кінтана (COL) (1/2)                                                     | Вінченцо Нібалі (ITA) (3/4)             | Альберто Контадор (ESP) (6/7)   |
| 2015 | Альберто Контадор (ESP) (7/7)                                                 | Кріс Фрум (GBR) (2/5)                   | Фабіо Ару (ITA)                 |
| 2016 | Вінченцо Нібалі (ITA) (4/4)                                                   | Кріс Фрум (GBR) (3/5)                   | Наіро Кінтана (COL) (2/2)       |
| 2017 | Том Дюмулен (NED)                                                             | Кріс Фрум (GBR) (4/5)                   | Кріс Фрум (GBR) (5/5)           |

A. a b c d e f g  Ленс Армстронг був об'явлений переможцем семи послідовних турів з 1999 по 2005 рік. Однак у жовтні 2012 року UCI позбавив його усіх титулів через вживання стимуляторів. Організатори Тур де Франс оголосили, що рядок з іменем переможця у реєстрах залишатиметься пустим, і перемога не буде передаватися тим, хто фінішував на других позиціях в цих гонках. Однак у жовтні 2014 року Тур де Франс продовжив вказувати Армстронга як попереднього переможця туру, однак його ім'я зображується перекресленим.

## Статистика

### Гонщики з найбільшою кількістю виграних гранд-турів
| Місце | Гонщик                  | Всього | Тур                              | Джиро                            | Вуельта                    |
| ----- | ----------------------- | ------ | -------------------------------- | -------------------------------- | -------------------------- |
| 1     | Едді Меркс (BEL)        | 11     | 5 (1969, 1970, 1971, 1972, 1974) | 5 (1968, 1970, 1972, 1973, 1974) | 1 (1973)                   |
| 2     | Бернар Іно (FRA)        | 10     | 5 (1978, 1979, 1981, 1982, 1985) | 3 (1980, 1982, 1985)             | 2 (1978, 1983)             |
| 3     | Жак Анкетіль (FRA)      | 8      | 5 (1957, 1961, 1962, 1963, 1964) | 2 (1960, 1964)                   | 1 (1963)                   |
| 4     | Альберто Контадор (ESP) | 7      | 2 (2007, 2009, 2010)             | 2 (2008, 2011, 2015)             | 3 (2008, 2012, 2014)       |
| 4     | Фаусто Коппі (ITA)      | 7      | 2 (1949, 1952)                   | 5 (1940, 1947, 1949, 1952, 1953) | 0                          |
| 4     | Мігель Індурайн (ESP)   | 7      | 5 (1991, 1992, 1993, 1994, 1995) | 2 (1992, 1993)                   | 0                          |
| 7     | Джино Барталі (ITA)     | 5      | 2 (1938, 1948)                   | 3 (1936, 1937, 1946)             | 0                          |
| 7     | Альфредо Бінда (ITA)    | 5      | 0                                | 5 (1925, 1927, 1928, 1929, 1933) | 0                          |
| 7     | Кріс Фрум (GBR)         | 5      | 4 (2013, 2015, 2016, 2017)       | 0                                | 1 (2017)                   |
| 7     | Феліче Джимонді (ITA)   | 5      | 1 (1965)                         | 3 (1967, 1969, 1976)             | 1 (1968)                   |
| 11    | Роберто Ерас (ESP)      | 4      | 0                                | 0                                | 4 (2000, 2003, 2004, 2005) |
| 11    | Вінченцо Нібалі (ITA)   | 4      | 1 (2014)                         | 2 (2013, 2016)                   | 1 (2010)                   |
| 11    | Тоні Ромінгер (SUI)     | 4      | 0                                | 1 (1995)                         | 3 (1992, 1993, 1994)       |

- Активні гонщики виділені жирним.

### Переможці за країнами
| Країна          | Джиро | Тур | Вуельта | Всього |
| --------------- | ----- | --- | ------- | ------ |
| Італія          | 69    | 10  | 6       | 85     |
| Франція         | 6     | 36  | 9       | 51     |
| Іспанія         | 4     | 12  | 33      | 49     |
| Бельгія         | 7     | 18  | 7       | 32     |
| Швейцарія       | 3     | 2   | 5       | 10     |
| Люксембург      | 2     | 5   | 0       | 7      |
| Велика Британія | 0     | 5   | 1       | 6      |
| США             | 1     | 3   | 1       | 5      |
| Нідерланди      | 1     | 2   | 2       | 5      |
| Німеччина       | 0     | 1   | 3       | 4      |
| Росія           | 3     | 0   | 1       | 4      |
| Колумбія        | 1     | 0   | 2       | 3      |
| Ірландія        | 1     | 1   | 1       | 3      |
| Швеція          | 1     | 0   | 0       | 1      |
| Канада          | 1     | 0   | 0       | 1      |
| Австралія       | 0     | 1   | 0       | 1      |
| Данія           | 0     | 1   | 0       | 1      |
| Казахстан       | 0     | 0   | 1       | 1      |

### Переможці усіх трьох гранд-турів
Шість гонщиків перемогли на всіх трьох гранд-турах протягом своїх кар'єр:
- Жак Анкетіль (FRA): 5 Турів (1957, 1961, 1962, 1963, 1964), 2 Джиро (1960, 1964), 1 Вуельта (1963).
- Альберто Контадор (ESP): 2 Тури (2007, 2009), 2 Джиро (2008, 2015), 3 Вуельти (2008, 2012, 2014)
- Феліче Джимонді (ITA): 1 Тур (1965), 3 Джиро (1967, 1969, 1976), 1 Вуельта (1968)
- Бернар Іно (FRA): 5 Турів (1978, 1979, 1981, 1982, 1985), 3 Джиро (1980, 1982, 1985), 2 Вуельти (1978, 1983)
- Едді Меркс (BEL): 5 Турів ([[1969 1969, 1970, 1971, 1972, 1974), 5 Джиро (1968, 1970, 1972, 1973, 1974), 1 Вуельта (1973)
- Вінченцо Нібалі (ITA): 1 Тур (2014), 2 Джиро (2013, 2016), 1 Вуельта (2010).

### Переможці трьох або більше послідовних гранд-турів
- Едді Меркс (BEL): 4 гранд-тури — Джиро 1972, Тур 1972, Вуельта 1973, Джиро 1973
- Бернар Іно (FRA): 3 гранд-тури — Джиро 1982, Тур 1982, Вуельта 1983.

Жоден велогонщик ніколи не вигравав усі три гранд-тури одного сезону.
Прим.: Вуельта Іспанії від самого початку проводилась навесні, зазвичай наприкінці квітня, а декілька перегонів у 1940-х роках були проведені в червні. У 1995 році, однак, перегони були переміщені на вересень, щоб запобігти прямій конкуренції з Джиро д'Італія, яка проводиться у травні.

### Переможці двох гранд-турів за один сезон
Десять гонщиків зробили дубль, перемігши на двох гранд-турах в один і той самий календарний рік.
Сім гонщиків виграли Тур та Джиро в один і той самий календарний рік:
- Фаусто Коппі (ITA): 1949, 1952
- Жак Анкетіль (FRA): 1964
- Едді Меркс (BEL): 1970, 1972, 1974
- Бернар Іно (FRA): 1982, 1985
- Стівен Роуч (IRL): 1987
- Мігель Індурайн (ESP): 1992, 1993
- Марко Пантані (ITA): 1998

Тур/Вуельта дубль був виграний трьома велогонщиками:
- Жак Анкетіль (FRA): 1963
- Бернар Іно (FRA): 1978
- Кріс Фрум (GBR): 2017

Джиро/Вуельта дубль був виграний трьома велогонщиками:
- Едді Меркс (BEL): 1973
- Джованні Баттальїн (ITA): 1981
- Альберто Контадор (ESP): 2008

З вищеперелічених десяти, дублі Пантані, Роуча та Баттальїна були єдиними перемогами на гранд-турах в їх кар'єрах. Тільки двоє велогонщиків потрапляли до десятки кращих на всіх трьох гранд-турах в один і той самий календарний рік: Рафаель Жеміньяні у 1955 році та Гастоне Ненчіні у 1957 році.

### Гонщики з найбільшою кількістю перемог у гірських классифікаціях
Трійка Тур/Джиро/Вуельта була виграна двома гонщиками —  Федеріко Баамонтесом (ESP) та  Луїсом Еррерою (COL).
| Місце | Гонщик                   | Усього | Тур                                          | Джиро                                        | Вуельта        |
| ----- | ------------------------ | ------ | -------------------------------------------- | -------------------------------------------- | -------------- |
| 1     | Федеріко Баамонтес (ESP) | 9      | 6 (1954, 1958, 1959, 1962, 1962, 1964)       | 1 (1956)                                     | 2 (1957, 1958) |
| 1     | Джино Барталі (ITA)      | 9      | 2 (1938, 1948)                               | 7 (1935, 1936, 1937, 1939, 1940, 1946, 1947) | 0              |
| 3     | Люсьєн Ван Імп (BEL)     | 8      | 6 (1971, 1972, 1975, 1977, 1981, 1983)       | 2 (1982, 1983)                               | 0              |
| 4     | Рішар Віранк (FRA)       | 7      | 7 (1994, 1995, 1996, 1997, 1999, 2003, 2004) | 0                                            | 0              |

### Гонщики з найбільшою кількістю перемог в очкових класифікаціях
Трійка Тур/Джиро/Вуельта була виграна п'ятьма гонщиками —  Джамолідіном Абдужапаровим (UZB),  Марком Кавендішом (GBR),  Лораном Жалабером (FRA),  Едді Мерксом (BEL) та  Алессандро Петаккі (ITA).
| Місце | Гонщик              | Усього | Тур                                    | Джиро          | Вуельта                    |
| ----- | ------------------- | ------ | -------------------------------------- | -------------- | -------------------------- |
| 1     | Ерік Цабель (GER)   | 9      | 6 (1996, 1997, 1998, 1999, 2000, 2001) | 0              | 3 (2002, 2003, 2004)       |
| 2     | Шон Келлі (IRL)     | 8      | 4 (1982, 1983, 1985, 1989)             | 0              | 4 (1980, 1985, 1986, 1988) |
| 3     | Лоран Жалабер (FRA) | 7      | 2 (1992, 1995)                         | 1 (1999)       | 4 (1994, 1995, 1996, 1997) |
| 4     | Едді Меркс (BEL)    | 6      | 3 (1969, 1971, 1972)                   | 2 (1968, 1973) | 1 (1973)                   |

### Гонщики з найбільшою кількістю перемог у молодіжних класифікаціях
Дубль Тур/Джиро був виграний двома гонщиками —  Наіро Кінтаною (COL) та  Анді Шлеком (LUX).
| Місце | Гонщик              | Усього | Тур                  | Джиро    |
| ----- | ------------------- | ------ | -------------------- | -------- |
| 1     | Анді Шлек (LUX)     | 4      | 3 (2008, 2009, 2010) | 1 (2007) |
| 2     | Наіро Кінтана (COL) | 3      | 2 (2013, 2015)       | 1 (2014) |
| 2     | Ян Ульріх (GER)     | 3      | 3 (1996, 1997, 1998) | 0        |

### Гонщики з найбільшою кількістю перемог на етапах гранд-турів
Три гонщики перемагали на етапах усіх трьох гранд-турів за один сезон:  Мігель Поблет (ESP) у 1956 році,  П'єріно Баффі (ITA) у 1958 році та  Алессандро Петаккі (ITA) у 2003 році.
Гонщики, чиї імена виділені жирним, все ще активні. Цей список оновлений до та включно з Вуельтою Іспанії 2017.
| Місце | Гонщик               | Країна          | Тур | Джиро | Вуельта | Усього |
| ----- | -------------------- | --------------- | --- | ----- | ------- | ------ |
| 1     | Едді Меркс           | Бельгія         | 34  | 24    | 6       | 64     |
| 2     | Маріо Чиполліні      | Італія          | 12  | 42    | 3       | 57     |
| 3     | Марк Кавендіш        | Велика Британія | 30  | 15    | 3       | 48     |
| 3     | Алессандро Петаккі   | Італія          | 6   | 22    | 20      | 48     |
| 5     | Альфредо Бінда       | Італія          | 2   | 41    | 0       | 43     |
| 6     | Бернар Іно           | Франція         | 28  | 6     | 7       | 41     |
| 7     | Леарко Гуерра        | Італія          | 8   | 31    | 0       | 39     |
| 8     | Деліо Родрігес       | Іспанія         | 0   | 0     | 38      | 38     |
| 9     | Рік Ван Лой          | Бельгія         | 7   | 12    | 18      | 37     |
| 10    | Фредді Мартенс       | Бельгія         | 15  | 7     | 13      | 35     |
| 11    | Фаусто Коппі         | Італія          | 9   | 22    | 0       | 31     |
| 12    | Костанте Джирарденго | Італія          | 0   | 30    | 0       | 30     |
| 13    | Джино Барталі        | Італія          | 12  | 17    | 0       | 29     |
| 14    | Маріно Бассо         | Італія          | 6   | 15    | 6       | 27     |
| 14    | Франческо Мозер      | Італія          | 2   | 23    | 2       | 27     |
| 16    | Гуїдо Бонтемпі       | Італія          | 6   | 16    | 4       | 26     |
| 16    | Раффаеле Ді Пако     | Італія          | 11  | 15    | 0       | 26     |
| 16    | Мігель Поблет        | Іспанія         | 3   | 20    | 3       | 26     |
| 19    | Франко Бітоссі       | Італія          | 4   | 21    | 0       | 25     |
| 19    | Лоран Жалабер        | Франція         | 4   | 3     | 18      | 25     |
| 19    | Андре Ледюк          | Франція         | 25  | 0     | 0       | 25     |
| 19    | Рік Ван Стеенберген  | Бельгія         | 4   | 15    | 6       | 25     |
| 23    | Роже де Вламінк      | Бельгія         | 1   | 22    | 1       | 24     |
| 23    | Роббі Макйюен        | Австралія       | 12  | 12    | 0       | 24     |
| 23    | Джузеппе Саронні     | Італія          | 0   | 24    | 0       | 24     |
| 26    | Андре Даррігад       | Франція         | 22  | 1     | 0       | 23     |
| 27    | Жак Анкетіль         | Франція         | 16  | 5     | 1       | 22     |
| 27    | Жан-Поль ван Поппель | Нідерланди      | 9   | 4     | 9       | 22     |
| 27    | Андре Грайпель       | Німеччина       | 11  | 7     | 4       | 22     |
| 30    | Шарлі Голь           | Люксембург      | 10  | 11    | 0       | 21     |
| 30    | Шон Келлі            | Ірландія        | 5   | 0     | 16      | 21     |

### Фінішери гранд-турів
Тільки 34 гонщики фінішували на всіх трьох гранд-турах в один сезон. Адам Хансен робив це шість разів, Маріно Лехаррета чотири рази, а Бернардо Руїс досяг цього у три різні роки, тоді як Едуардо Чосас та Карлос Састре завершили це досягнення двічі.
Гонщик з найбідьшою кількістю участей у гранд-турах — Маттео Тосатто, що взяв участь у 34 гранд-турах (12 Турів, 13 Джиро та 9 Вуельт). Гонщик, який завершив більшість своїх гранд-турів — також Маттео Тосатто, що завершив 28 гранд-турів (12 Турів, 11 Джиро та 5 Вуельт). Адам Хансен фінішував на найбільшій кількості послідовних гранд-турів: 19 турів з Вуельти Іспанії 2011 до Вуельти Іспанії 2017. Найкращий середній фініш — перші три гранд-тури, що були завершені за один сезон Рафаелем Жеміньяні, який фінішував на 4-му, 6-му та 3-му місцях Джиро, Тура та Вуельти відповідно.
| Гонщик                  | Рік  | Фінальна позиція у генеральній класифікації | Фінальна позиція у генеральній класифікації | Фінальна позиція у генеральній класифікації |
| Гонщик                  | Рік  | Джиро                                       | Тур                                         | Вуельта                                     |
| ----------------------- | ---- | ------------------------------------------- | ------------------------------------------- | ------------------------------------------- |
| Адам Хансен (6)         | 2017 | 93                                          | 113                                         | 95                                          |
| Алехандро Вальверде     | 2016 | 3                                           | 6                                           | 12                                          |
| Адам Хансен (5)         | 2016 | 68                                          | 100                                         | 110                                         |
| Сільвен Шаванель        | 2015 | 36                                          | 54                                          | 47                                          |
| Адам Хансен (4)         | 2015 | 77                                          | 114                                         | 55                                          |
| Адам Хансен (3)         | 2014 | 73                                          | 64                                          | 53                                          |
| Адам Хансен (2)         | 2013 | 72                                          | 72                                          | 60                                          |
| Адам Хансен             | 2012 | 94                                          | 81                                          | 123                                         |
| Себастьян Ланг          | 2011 | 56                                          | 113                                         | 77                                          |
| Карлос Састре (2)       | 2010 | 8                                           | 20                                          | 8                                           |
| Джуліан Дін             | 2009 | 136                                         | 121                                         | 132                                         |
| Марціо Брузегін         | 2008 | 3                                           | 27                                          | 10                                          |
| Ерік Цабель             | 2008 | 80                                          | 43                                          | 49                                          |
| Маріо Артс              | 2007 | 20                                          | 70                                          | 28                                          |
| Карлос Састре           | 2006 | 43                                          | 4                                           | 4                                           |
| Джованні Ломбарді       | 2005 | 88                                          | 118                                         | 114                                         |
| Йон Одріосола           | 2001 | 58                                          | 69                                          | 83                                          |
| Маріано Пікколі         | 1999 | 38                                          | 50                                          | 58                                          |
| Гуїдо Бонтемпі          | 1992 | 40                                          | 75                                          | 62                                          |
| Ніл Стівенс             | 1992 | 57                                          | 74                                          | 66                                          |
| Едуардо Чосас (2)       | 1991 | 10                                          | 11                                          | 11                                          |
| Марко Джованнетті       | 1991 | 8                                           | 30                                          | 18                                          |
| Маріно Лехаррета (4)    | 1991 | 5                                           | 53                                          | 3                                           |
| Іньякі Гастон           | 1991 | 23                                          | 61                                          | 14                                          |
| Альберто Леанісбаррутія | 1991 | 64                                          | 39                                          | 44                                          |
| Володимир Пульников     | 1991 | 11                                          | 88                                          | 66                                          |
| Валеріо Тебальді        | 1991 | 47                                          | 89                                          | 87                                          |
| Едуардо Чосас           | 1990 | 11                                          | 6                                           | 33                                          |
| Маріно Лехаррета (3)    | 1990 | 7                                           | 5                                           | 55                                          |
| Маріно Лехаррета (2)    | 1989 | 10                                          | 5                                           | 20                                          |
| Луїс Хав'єр Лукін       | 1988 | 32                                          | 82                                          | 60                                          |
| Маріно Лехаррета        | 1987 | 4                                           | 10                                          | 34                                          |
| Філіпп Пуассонньє       | 1985 | 86                                          | 90                                          | 66                                          |
| Хосе Луїс Урібесубія    | 1971 | 29                                          | 50                                          | 27                                          |
| Хосе Мануель Фуенте     | 1971 | 39                                          | 72                                          | 54                                          |
| Федеріко Баамонтес      | 1958 | 17                                          | 8                                           | 6                                           |
| П'єріно Баффі           | 1958 | 23                                          | 63                                          | 37                                          |
| Маріо Бароні            | 1957 | 74                                          | 53                                          | 46                                          |
| Гастоне Ненчіні         | 1957 | 1                                           | 6                                           | 9                                           |
| Бернардо Руїс (3)       | 1957 | 55                                          | 24                                          | 3                                           |
| Арріго Падован          | 1956 | 12                                          | 26                                          | 19                                          |
| Бернардо Руїс (2)       | 1956 | 38                                          | 70                                          | 31                                          |
| Хосе Серра              | 1956 | 26                                          | 81                                          | 9                                           |
| Рафаель Жеміньяні       | 1955 | 4                                           | 6                                           | 3                                           |
| Бернардо Руїс           | 1955 | 28                                          | 22                                          | 14                                          |
| Луї Капю                | 1955 | 68                                          | 54                                          | 55                                          |